# Fuego (elemento)

Cálido y seco, el símbolo alquímico para el fuego es un triángulo equilátero apuntando hacia arriba.

El elemento fuego (en griego πῦρ, πυρός; pýr, pyrós, y de ahí la voz «piro»), junto con el agua, la tierra y el aire, es uno de los cuatro elementos de las cosmogonías tradicionales en Occidente, «presente en todas las grandes religiones», en la alquimia, en la astrología, en la filosofía esotérica y en la masonería. Es masculino, al igual que el elemento aire, frente a los elementos tierra y agua, que se consideran femeninos.

## Como símbolo solar

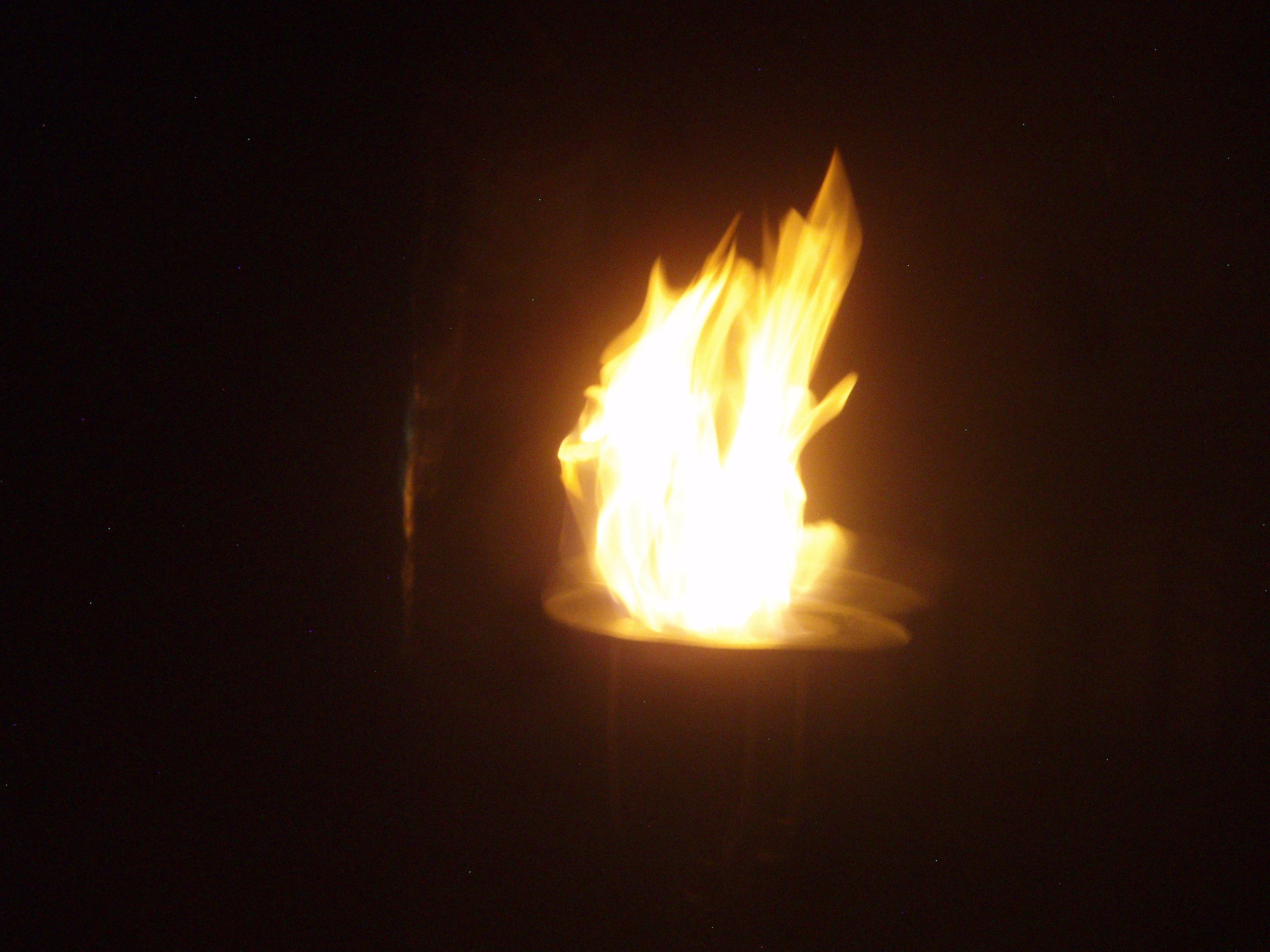
Fuego en la ceremonia de la cena del solsticio de invierno (Muy Resp.'. Gr.'. Log.'. Nacional Mexicana "Independencia No. 2")

El fuego se representa en los jeroglíficos egipcios con el sentido solar de la llama, asociado a la idea de calor corporal como signo de salud y vida.
En la mayoría de los pueblos primitivos, el fuego es un demiurgo, hijo del Sol y su representante en la Tierra (de ahí que se asocie con rayos y relámpagos por una parte y por otra con el oro). El antropólogo James George Frazer recogió abundante documentación sobre ritos en los que hogueras, ascuas, antorchas y cenizas eran usados por considerarse benéficos para la agricultura, la ganadería y el propio ser humano.
Otras investigaciones antropológicas más recientes explican los festivales ígnicos, como ejemplos de magia imitativa para asegurar la provisión de luz y calor en el Sol o con fines purificatorios, por un lado, y de destrucción de las fuerzas del mal, por otro. En este simbolismo dual, el triunfo y vitalidad del Sol (espíritu del principio luminoso) sobre las tinieblas, exige la purificación como sacrificio necesario para asegurar la victoria.

## Zoroastrismo y fuegos sagrados
Se atribuye a antiguas religiones iranias la concepción del fuego como portador de sacrificios, al consumir a las víctimas inmoladas y elevarlas así hasta las moradas celestiales. Tenía también el sentido inverso, como mensajero enviado por los dioses a los seres humanos. El zoroastrismo heredó este modelo de culto religioso y le añadió significados morales: «El fuego, según la enseñanza del Profeta (Zoroastro), es símbolo de justicia».
Siguiendo este hilo doctrinal-filosófico, se diferenciaron tres grados distintos de fuego sagrado:
- Atash Bahram, fuego superior, consagrado por otros dieciséis fuegos, incluido el encendido por el rayo. Hay dos Atash Bahram en Irán y ocho en la India. Ha de arder siempre y su ritual está muy elaborado.
- Atash-Adaran, fuego menor, atendido por sacerdotes pero con rituales más sencillos.
- Dadgah, fuego menor, consagrado por sacerdotes pero opcionalmente atendido por laicos.

## En Occidente

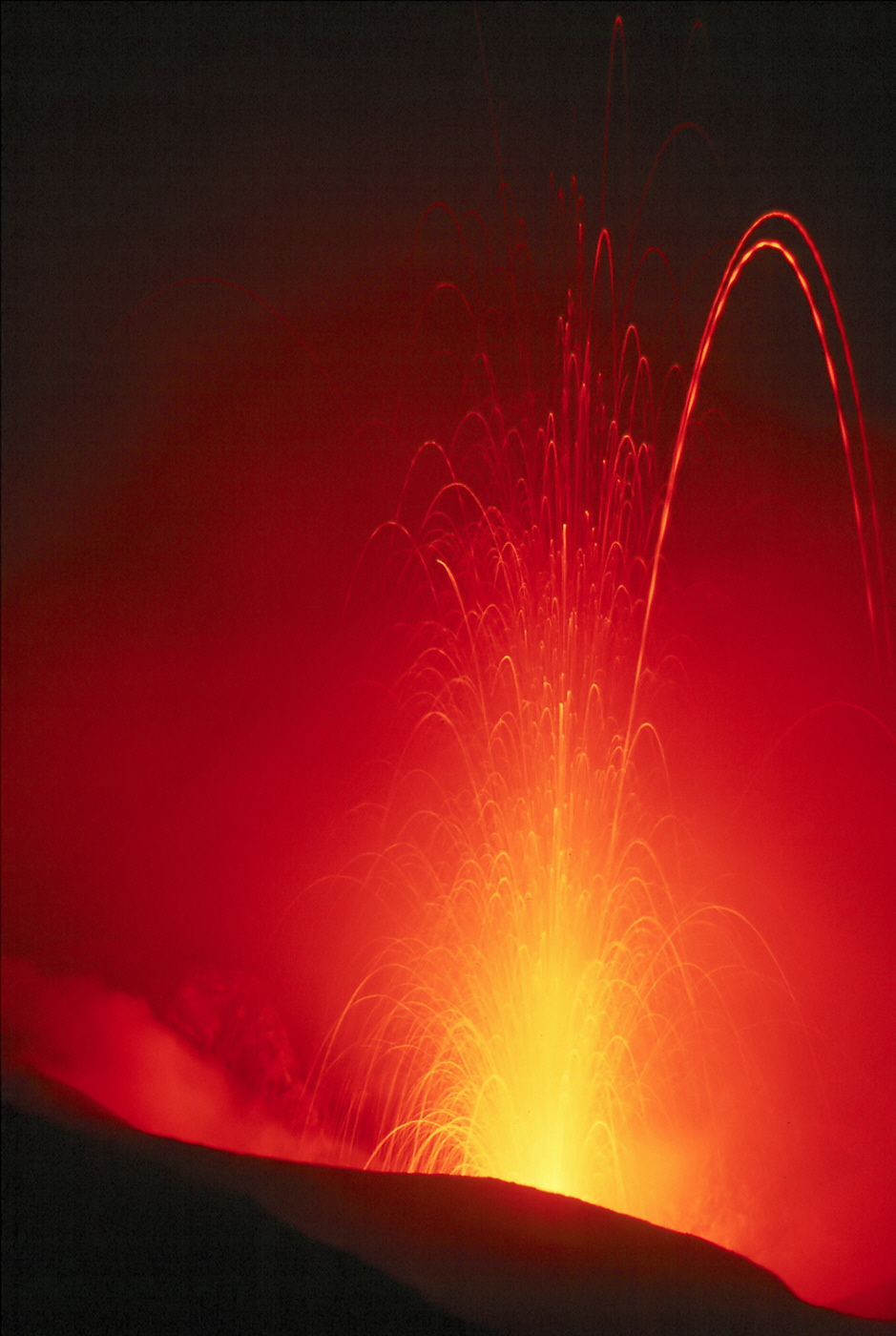
Erupción del volcán Estrómboli (Italia), en 1980.

Tomando algunos aspectos iconográficos de la cábala, el cristianismo identifica el elemento fuego con el arcángel Miguel y el evangelista San Marcos (con su animal simbólico de fuego: el león).

### En la mitología clásica

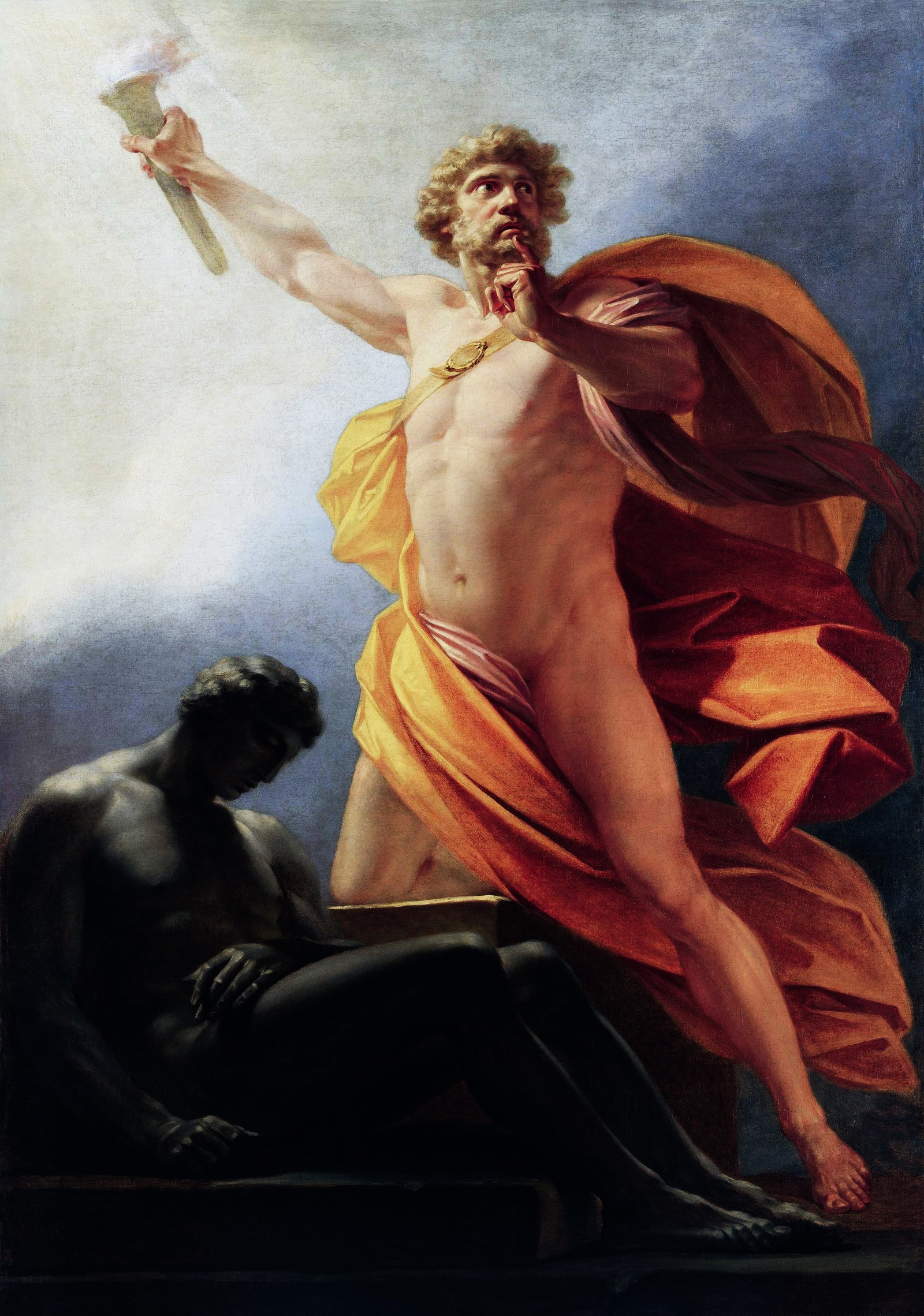
Heinrich Friedrich Füger: Prometeo (1817).

La tradición clásica propuso dos modelos en el simbolismo del fuego: Vulcano y Prometeo. El primero, arrimado a su fragua, personifica el fuego físico que permitirá a la humanidad resolver sus problemas prácticos; Prometeo, por su parte, en su antorcha encendida en las ruedas del carro del Sol, transporta el fuego celestial que Panofsky definió como «claridad del conocimiento infundida en el corazón del ignorante».
Roma, ciudad con vocación de gestión universal, institucionalizó ya en un primer ensayo de custodia de lo sagrado, el ministerio vestal, una de cuyas principales tareas era preservar el fuego para el bien de la comunidad. El corporativismo matriarcal ha cambiado con la organización de la Iglesia católica, pero la ciudad sigue siendo la misma.

### Heráclito y los alquimistas
La definición del fuego por Heráclito como agente de destrucción y renovación, contenida ya en los puranas del hinduismo y en el Apocalipsis, fue recogida por los alquimistas, en su sentido filosófico y mágico de agente de transformación («todas las cosas nacen del fuego y a él vuelven») y de germen que se reproduce en las vidas sucesivas (asociado así a la libido y a la fecundidad). Paralelamente, ese simbolismo de transformación y regeneración es común con el elemento agua.

### Paracelso, Bachelard y Eliade
En el siglo XVI, Paracelso estableció ya la identidad del fuego con la vida, por la necesidad de ambos de consumir vidas ajenas para  
alimentarse. De ahí la esencia ultraviviente del fuego. El dualismo situacional del hombre ante las cosas, y la idea alquímica de que «el fuego es un elemento que actúa en el centro de toda cosa» como factor de unificación y de fijación, recordada en su día por Gaston Bachelard, son los carriles por los que se desliza el tiempo hacia su final.
Los filósofos de Asia Menor y los «modernos» epistemólogos de la revolución psicoanalítica coinciden en que el fuego es la imagen arquetipo de lo fenoménico en sí. Dicho en palabras de Eliade: «atravesar el fuego es símbolo de trascender la condición humana».

### Los ejes de Schneider
Por su parte, el musicólogo alemán Marius Schneider, diferenció dos formas de fuego en virtud de su dirección o intencionalidad: el fuego del «eje fuego-tierra» (erótico, calor, solar, energía física), y el del «eje fuego-aire» (místico, purificador, sublimador, energía espiritual), identificándose este último con el simbolismo de la espada: destrucción física, decisión psíquica. En conclusión, el fuego, como imagen energética, puede hallarse al nivel de la pasión animal o al de la fuerza espiritual.

### Simbolismos pictóricos
Incontables serían los pequeños y grandes homenajes que la pintura europea le ha dedicado al fuego, su filosofía y sus simbolismos. En una galería no representativa, figuran aquí los ejemplos de la salamandra, Giuseppe Arcimboldo y Jan Lievens.

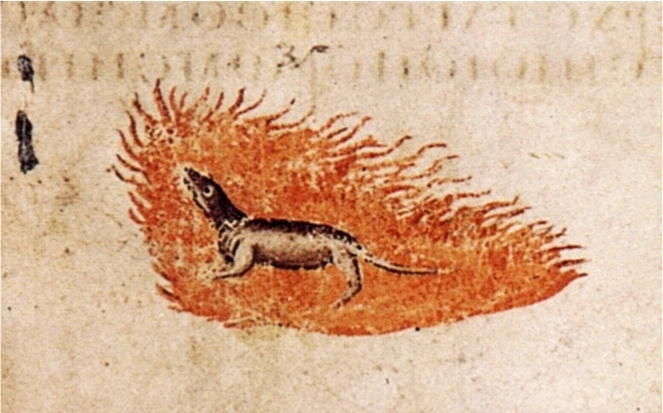
La salamandra, mito de la regeneración por el fuego, en el Dioscórides de Viena manuscrito anterior al año 512.
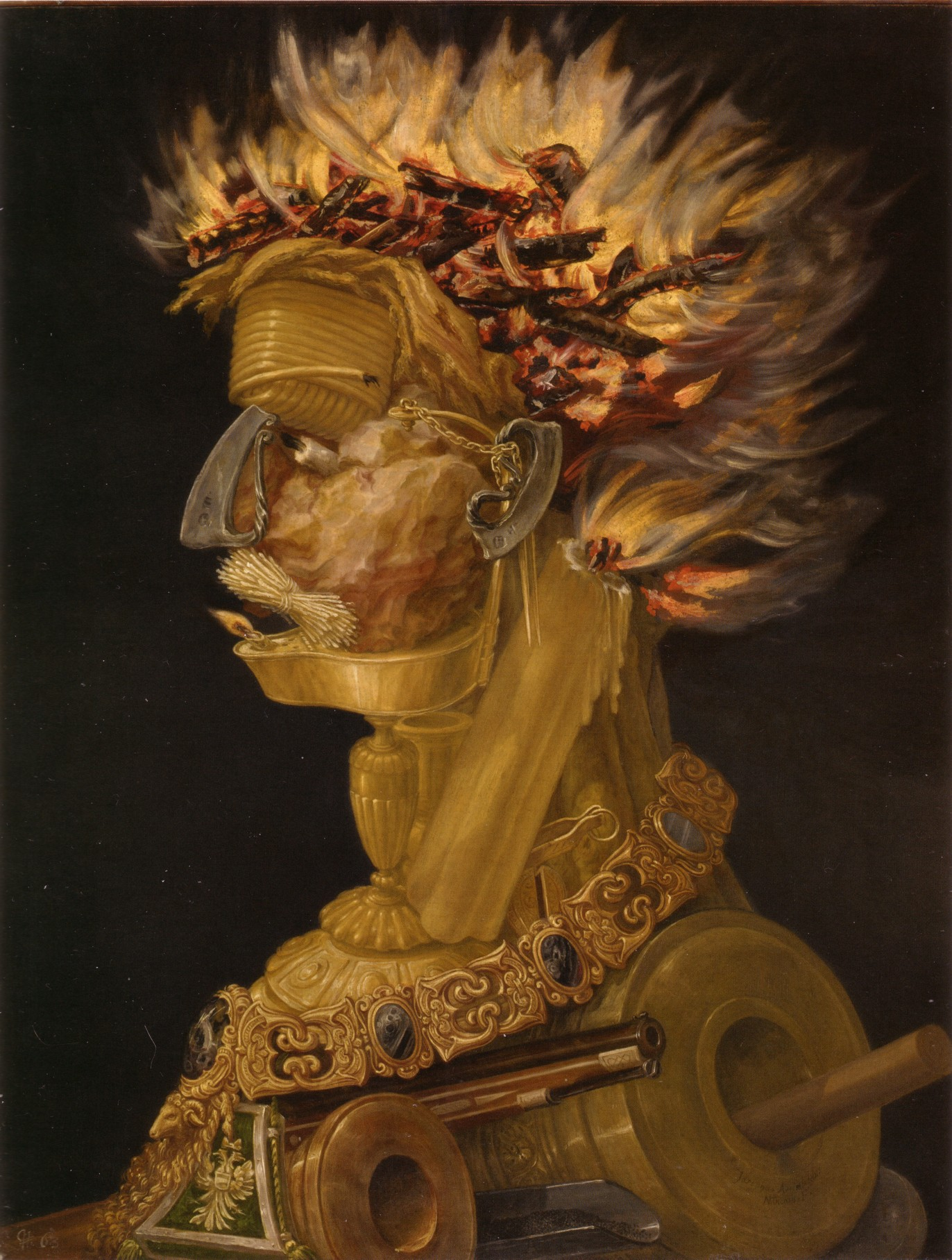
Arcimboldo: El fuego (1566), en su serie de los cuatro elementos. Museo de Historia del Arte de Viena.
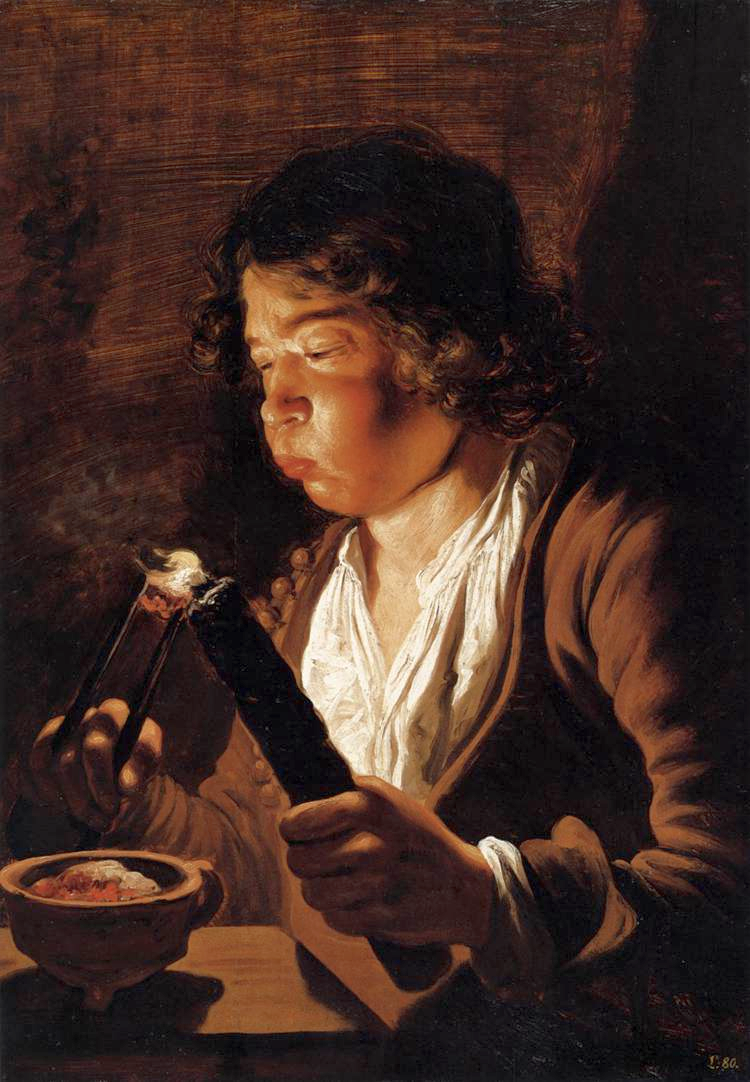
Lievens: El fuego (1668), en la serie dedicada a los cuatro elementos. Galería Nacional de Kassel.